# Durham (New Hampshire)
Durham település az Amerikai Egyesült Államok New Hampshire államában, Strafford megyében. Lakosainak száma 15 490 fő (2020. április 1.).

## Közlekedés
A települést érinti az Amtrak egyik távolsági vasúti járata is, a Downeaster.

## Népesség
A település népességének változása:

| 2010 | 14 638 |
| 2020 | 15 490 |